# Střední vrstva oční koule
Střední vrstva oční koule (dříve živnatka, latinsky Uvea) je označení pro vnitřní část oka, zahrnující cévnatku (choroideu), duhovku (iris) a řasnaté tělísko (corpus ciliare). Zajišťuje výživu oka. Dochází zde k zánětům tzv. uveitidám.